# Iphiaulax monticola
Iphiaulax monticola är en stekelart som beskrevs av Cameron 1904. Iphiaulax monticola ingår i släktet Iphiaulax och familjen bracksteklar. Inga underarter finns listade i Catalogue of Life.